# Administration de la Charente
 (octobre 2021).

Département de la Charente

Le département de la Charente n'a subi aucune modification de ses limites départementales depuis sa création officielle le 4 mars 1790. Mais il n'en a pas été ainsi à l'intérieur où le nombre des arrondissements, cantons et communes a beaucoup varié dans le temps, surtout au XXe siècle.
Le département de la Charente est l'héritier de l'ancienne province de l'Angoumois dans sa totalité dont la capitale historique est Angoulême, et de la partie orientale de la Saintonge dont Saintes était l'antique capitale, ainsi que de quelques portions de la province du Limousin et du Périgord.
Sa préfecture est Angoulême et les deux sous-préfectures sont Cognac et Confolens.
Les nouvelles formes de gestion administrative de l'espace territorial n'échappent pas à la Charente qui est l'un des départements français les plus avancés en termes d'intercommunalités.

## Historique: les origines et les causes
Dans l'Ancien Régime et tout particulièrement au XVIIIe siècle, l'administration des provinces était devenue si complexe qu'il était devenu pressant de la réorganiser en profondeur. L'événement historique de la Révolution française avec la chute de la royauté et l'instauration d'une République laïque bouleversa considérablement la carte administrative de la France.
Pendant l'Ancien Régime, le roi se faisait représenter dans ses nombreuses provinces, aux dimensions fort inégales, par un intendant qui avait la charge d’une circonscription portant le nom de généralité. Mais avec la centralisation du pouvoir monarchique absolu, l'administration des provinces était devenue particulièrement complexe, notamment au XVIIIe siècle.
Tout d’abord, au XVIIe siècle, la généralité de Limoges incluait l’Angoumois, tandis que la Saintonge relevait de celle de Bordeaux.

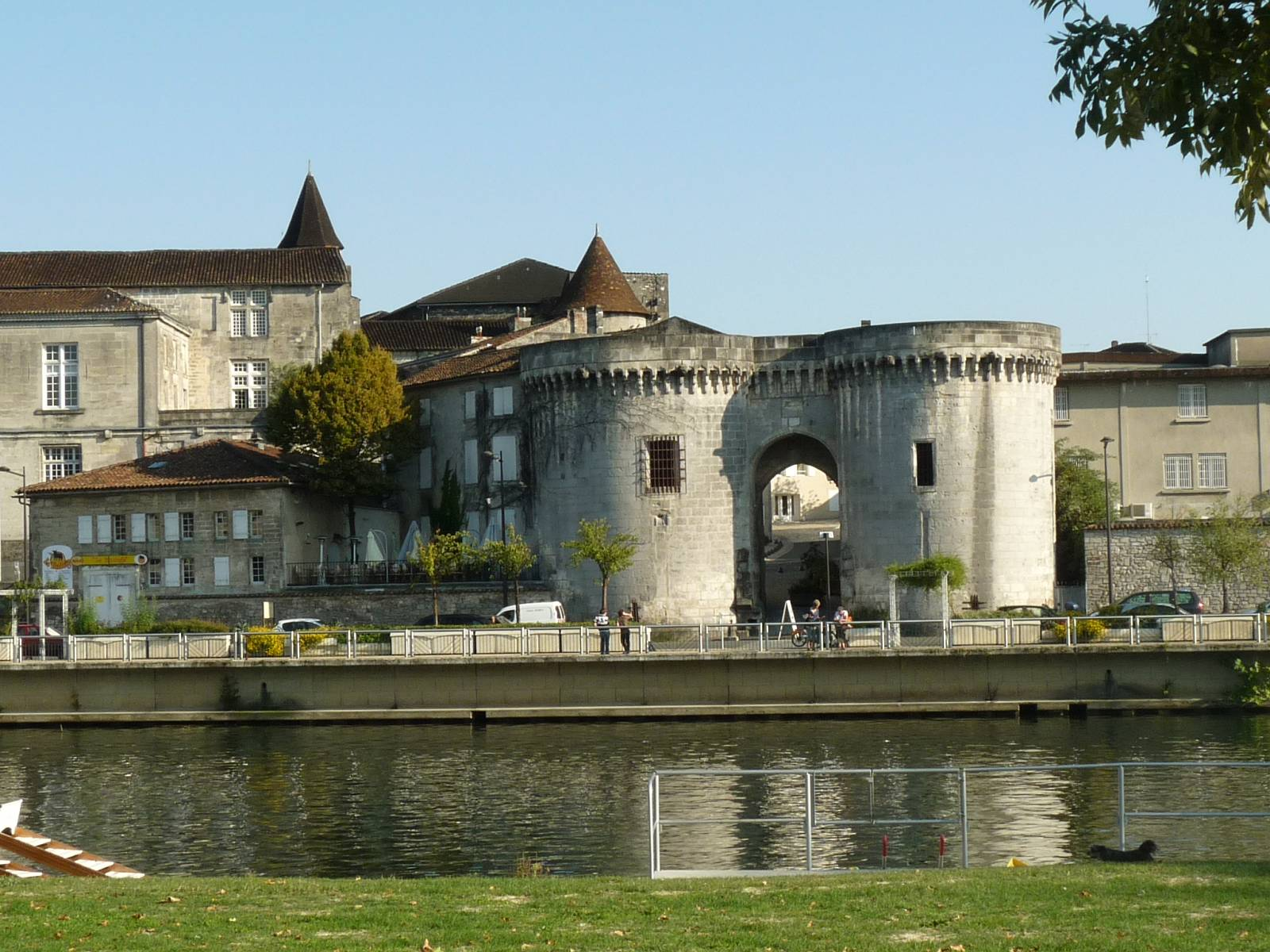
Dans l'Ancien Régime, Cognac appartenait à l'ancienne province de Saintonge et était l'une des élections de la Généralité de La Rochelle.

En 1694, un intendant était délégué à La Rochelle. Son pouvoir s’étendait sur l’Aunis et la Saintonge. La généralité de La Rochelle se subdivisait alors en cinq élections : La Rochelle, Saintes, Cognac, Saint-Jean d’Angély et Marennes. La fonction d’intendant comprenait la justice, la police et les finances. En fait, la justice était du seul ressort du Parlement de Bordeaux qui étendait son influence judiciaire sur la Saintonge et l’Angoumois.
Quant à l’administration religieuse, trois diocèses se partageaient les provinces : Angoulême, Poitiers et Saintes.
La Révolution française mit fin à cet enchevêtrement des pouvoirs administratifs, judiciaires et même religieux. Pendant la Révolution, l’Assemblée Constituante décida une réorganisation administrative complète qui lui permettait d’enlever au roi une partie de ses moyens d’action et de constituer des circonscriptions électorales et décida de créer une nouvelle entité administrative, le département.
Le 13 janvier 1790, la France est donc divisée en 83 départements, eux-mêmes partagés en districts, lesquels sont subdivisés en cantons. Ces départements devaient avoir en moyenne 350 lieues carrées pour être formés – c’est-à-dire 6 000 km 2 – et tout habitant devait pouvoir se rendre au chef-lieu de son département à cheval en une journée.

## La création du département de la Charente

### Historique sommaire de la création du département

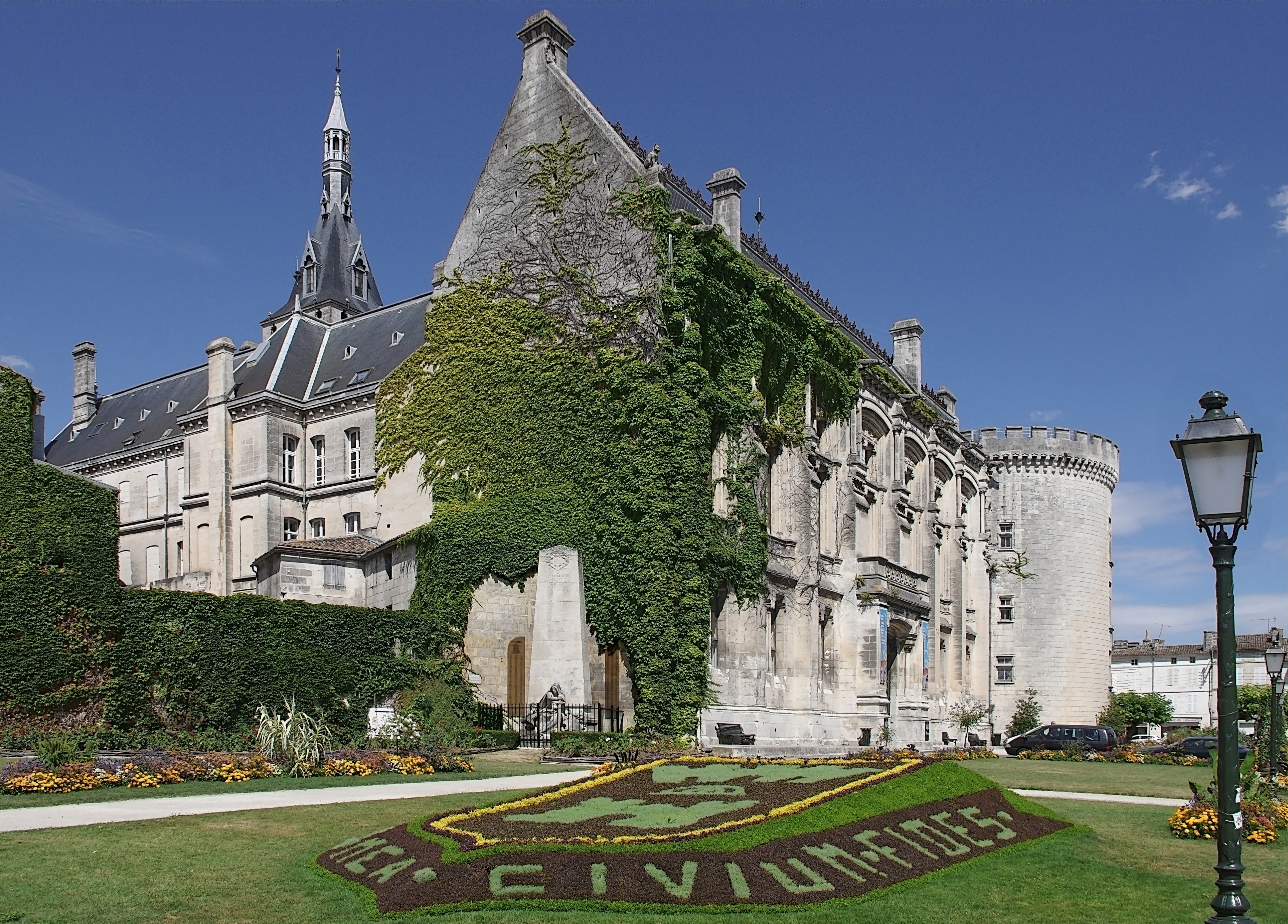
L'hôtel de ville d'Angoulême. La ville est la préfecture de la Charente depuis la création du département.

C’est en grande partie sur l'ancienne province de l'Angoumois que le département de la Charente a été formé et Angoulême fut choisie de préférence pour être la capitale administrative grâce à sa centralité géographique au sein du nouveau département.
Les députés de l’Angoumois, dont la superficie était inférieure à celle fixée pour constituer un département à part entière et trop étendue pour s’ajouter à une autre province, durent ajouter au prix de vives discussions d'autres paroisses, ancêtres des communes actuelles, venant des provinces voisines.
Les tractations aboutirent de manière différente d’une province à une autre :
Au nord de l'actuel département, des paroisses appartenant au marquisat de Ruffec ont été cédées au Poitou qui renonça à quelques-unes de ses exigences mais la petite ville de Ruffec fut intégrée au nouveau département et fut même choisie pour devenir un chef-lieu de district.
À l'est et au nord-est de la nouvelle entité territoriale, la région de Confolens, faisant alors partie du Limousin, fut revendiquée par les députés du Limousin, du Poitou et de l’Angoumois. Ces derniers réclamaient également Rochechouart. Le Confolentais fut finalement attribué au nouveau département de l'Angoumois et forma un district avec Confolens comme chef-lieu de district. Si Chabanais fut intégré au département de la Charente, Rochechouart fut rattaché au département de la Haute-Vienne et devint dans ce département un chef-lieu de district.

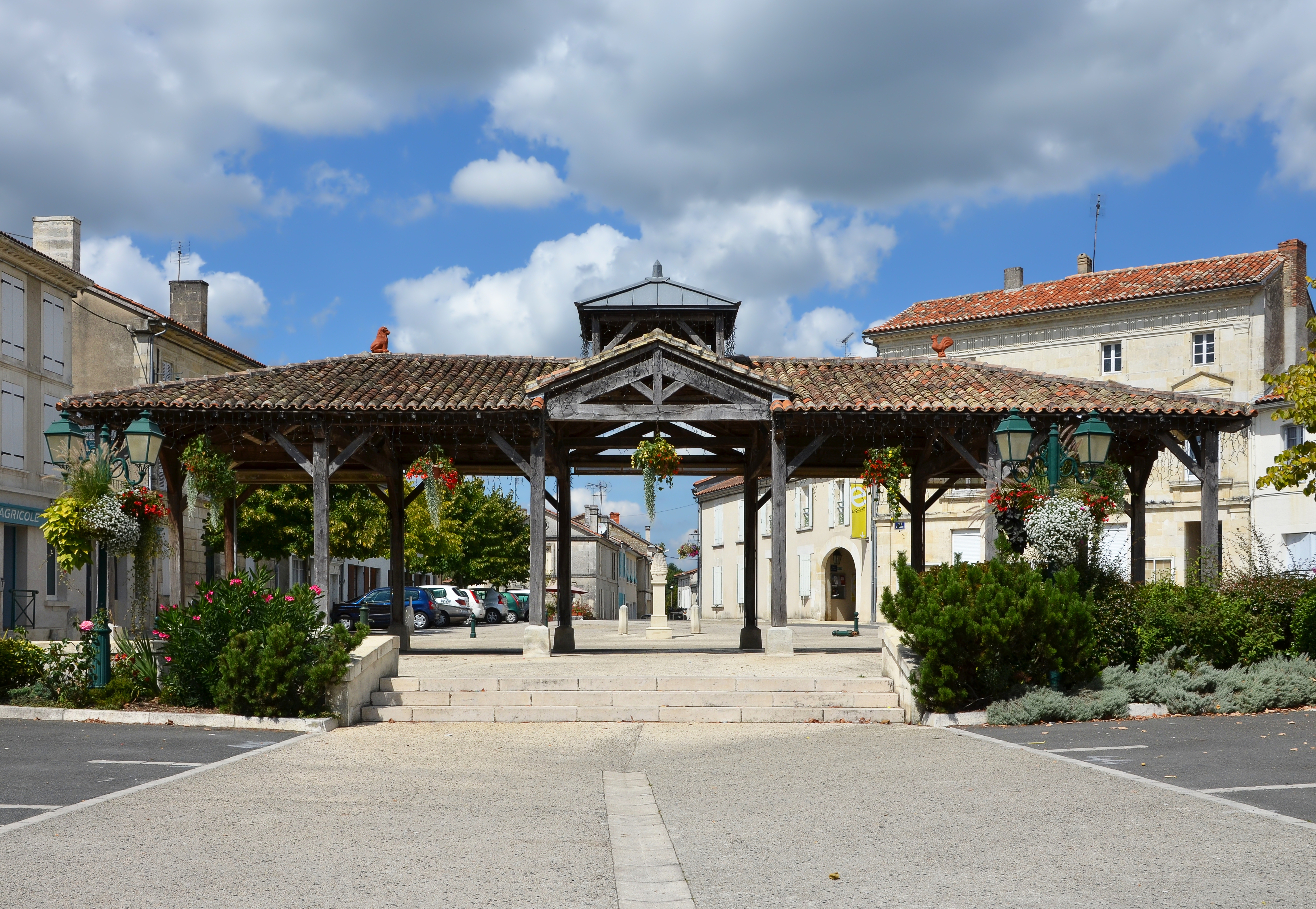
Les halles de Baignes-Sainte-Radegonde.

L'Angoumois céda au Périgord – qui devint le département de la Dordogne – des paroisses des juridictions de Saint-Aulaye au sud de la Dronne et l’enclave de la Tour Blanche.
Baignes-Sainte-Radegonde, actuel chef-lieu de canton, appartenait au Petit Angoumois, enclavé dans la Saintonge.
La Saintonge, pour sa part, a été en partie démantelée pour la création du département de la Charente-Inférieure et a cédé les élections de Cognac et de Barbezieux pour contribuer à la formation du département d'Angoumois qui devint par la suite celui de Charente.
De même, le Petit Angoumois, qui constituait une enclave en Saintonge, a été rattaché au département, il forme l'actuel canton de Baignes-Sainte-Radegonde.
Enfin, au début de 1790, la délimitation du département d'Angoumois fut fixée. Elle ne subit plus de modification de ses limites par la suite. Le département fut divisé en six districts de taille relativement comparable, 44 cantons et 429 communes.
Le 4 mars 1790, dans la désignation des 83 départements, le département d'Angoumois fut dénommé dans un premier temps département de la Haute Charente, avant d'adopter définitivement celui de Charente quelques mois plus tard.
La ville de Cognac qui supportait mal la suprématie administrative d’Angoulême, demanda, sans résultat, pour l'administration, l'alternat, et pour la justice, l’établissement d’un tribunal de même importance que celui d’Angoulême. Barbezieux qui, dans un premier temps, avait accepté son rattachement à l’Angoumois, réclama de continuer à relever de la Saintonge, à laquelle la rattachait l’habitude en raison des modalités de répartition des impôts et de la jurisprudence, différentes de celles pratiquées en Angoumois.

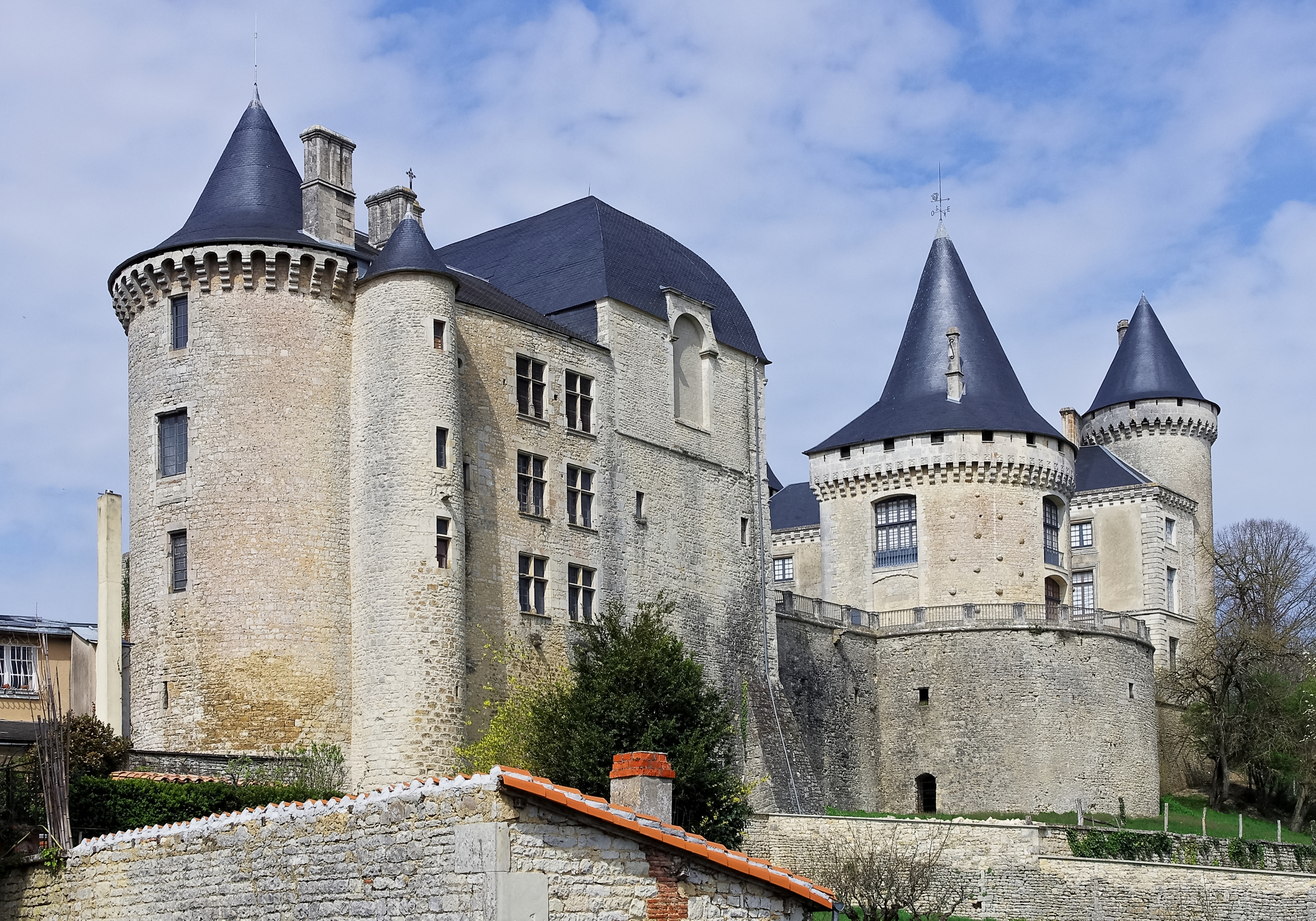
Le château de Verteuil, cette commune fut chef-lieu de canton de 1790 à 1800 dans l'ancien district de Ruffec.

Des antagonismes eurent lieu pour l’attribution d’un siège d'une administration de district ou d’un tribunal prévu à la suite de la réorganisation de l’ordre judiciaire. Les chefs-lieux d’anciens fiefs d’une certaine importance et des localités actives revendiquèrent des prétentions à l’une ou l’autre de ces fonctions. Parmi ces petites villes ou ces gros bourgs figuraient Aigre, Aubeterre, Chabanais, Chalais, Champagne-Mouton, Châteauneuf, Jarnac, Marcillac, Marthon, Montbron, Montignac, Montmoreau, Verteuil et Villebois-Lavalette.
Aubeterre souhaita même obtenir le siège d’un septième district qui ne vit jamais le jour.
Le décret du 23 août 1790 désigna six villes où devaient siéger les tribunaux de district : ce furent les mêmes que pour l’administration. Il s'agissait d'Angoulême où, dans cette dernière, furent définitivement fixés les sièges de l'Administration et de la Justice départementales, de Barbezieux, de Cognac, de Confolens, de La Rochefoucauld et de Ruffec.

### Les six anciens districts et leur remaniement au début duXIXesiècle
À l'issue de la Constituante de 1790, le département comptait 6 districts, 44 cantons et 429 communes. La répartition était la suivante :
- District d'Angoulême : 7 cantons : outre la préfecture, Blanzac, Garat, Hiersac, Lavalette, Roullet et Vars.
- District de Barbezieux : 6 cantons : outre le chef-lieu de district, Aubeterre, Baignes, Bessac, Brossac et Chalais. Tous ces cantons relevaient de l'ancienne province de la Saintonge.
- District de Cognac : 8 cantons : outre le chef-lieu de district, Châteauneuf, Jarnac, Lignières, Montmoreau-Saint-Cybard, Rouillac, Salles et Segonzac. Ce district comprenait les parties des anciennes provinces de l'Angoumois, à l'est, et de la Saintonge, à l'ouest.
- District de Confolens : 8 cantons : outre le chef-lieu de district, Alloue, Brigueuil, Chabanais, Champagne-Mouton, La Péruse, Saint-Claud et Saint-Germain-sur-Vienne.
- District de La Rochefoucauld : 8 cantons : outre le chef-lieu de district, Cellefrouin, Chasseneuil-sur-Bonnieure, Jauldes, Marthon, Montbron, Montembœuf et Saint-Amant-de-Boixe.
- District de Ruffec : 7 cantons : outre le chef-lieu de district, Aigre, Mansle, Marcillac, Nanteuil-en-Vallée, Verteuil et Villefagnan.

De profonds remaniements de la carte administrative ont eu lieu par la suite, notamment au tout début du XIXe siècle avec la réforme de l'administration qui renforça le pouvoir central. La loi du 28 pluviôse an VIII (17 février 1800) crée les préfets, représentants du pouvoir central dans les départements. Le préfet est assisté d'un sous-préfet dans chaque arrondissement, circonscription nouvelle, remplaçant dès lors le district.
L'administration du Premier Empire, mise en place par Napoléon Ier, remplaça donc les six anciens districts par cinq nouveaux arrondissements qui furent remaniés dans leurs délimitations : Angoulême devint la Préfecture, tandis que Barbezieux, Cognac, Confolens et Ruffec devinrent les chefs-lieux d'arrondissement – ou sous-préfectures.
Les municipalités communales, remplacées dans la Constitution de l'an III par les municipalités de canton, réapparaissent. Elles passent au nombre record de 455 en 1802. Enfin, la nouvelle loi supprima un certain nombre de chefs-lieux de canton qui furent ramenés de 44 à 29.
Un grand nombre de chefs-lieux de canton ruraux ont perdu cette prérogative et ont été déclassés au rang de commune. Il s'agit des anciens chefs-lieux suivants :
- Garat, Roullet et Vars dans l'arrondissement d'Angoulême,
- Bessac dans l'arrondissement de Barbezieux,

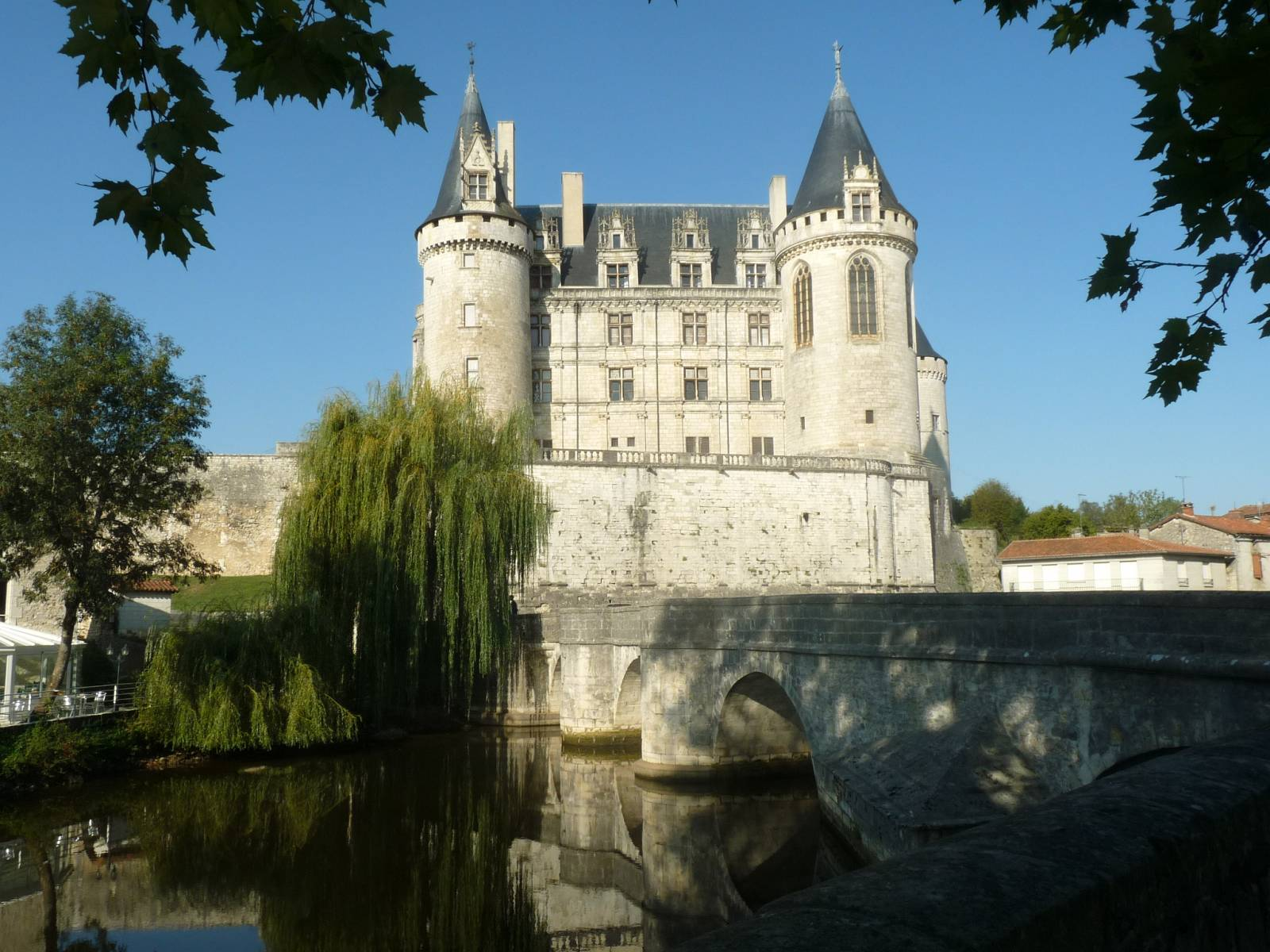
Le château de La Rochefoucauld, cette petite ville fut chef-lieu de district de 1790 à 1800.

- Salles et Lignières dans l'arrondissement de Cognac,
- Alloue, Brigueuil et La Péruse dans l'arrondissement de Confolens,
- Marcillac, Nanteuil-en-Vallée et Verteuil dans l'arrondissement de Ruffec.

- Par ailleurs, Cellefrouin, Chasseneuil-sur-Bonnieure, Jauldes et Marthon perdirent leur fonction de chef-lieu de canton et le district de La Rochefoucauld intégra l'arrondissement d'Angoulême dans sa totalité, à l'exception du canton de Montembœuf qui fut rattaché à l'arrondissement de Confolens. La Rochefoucauld devint, en compensation, chef-lieu de canton.

### La création des trois arrondissements en 1926

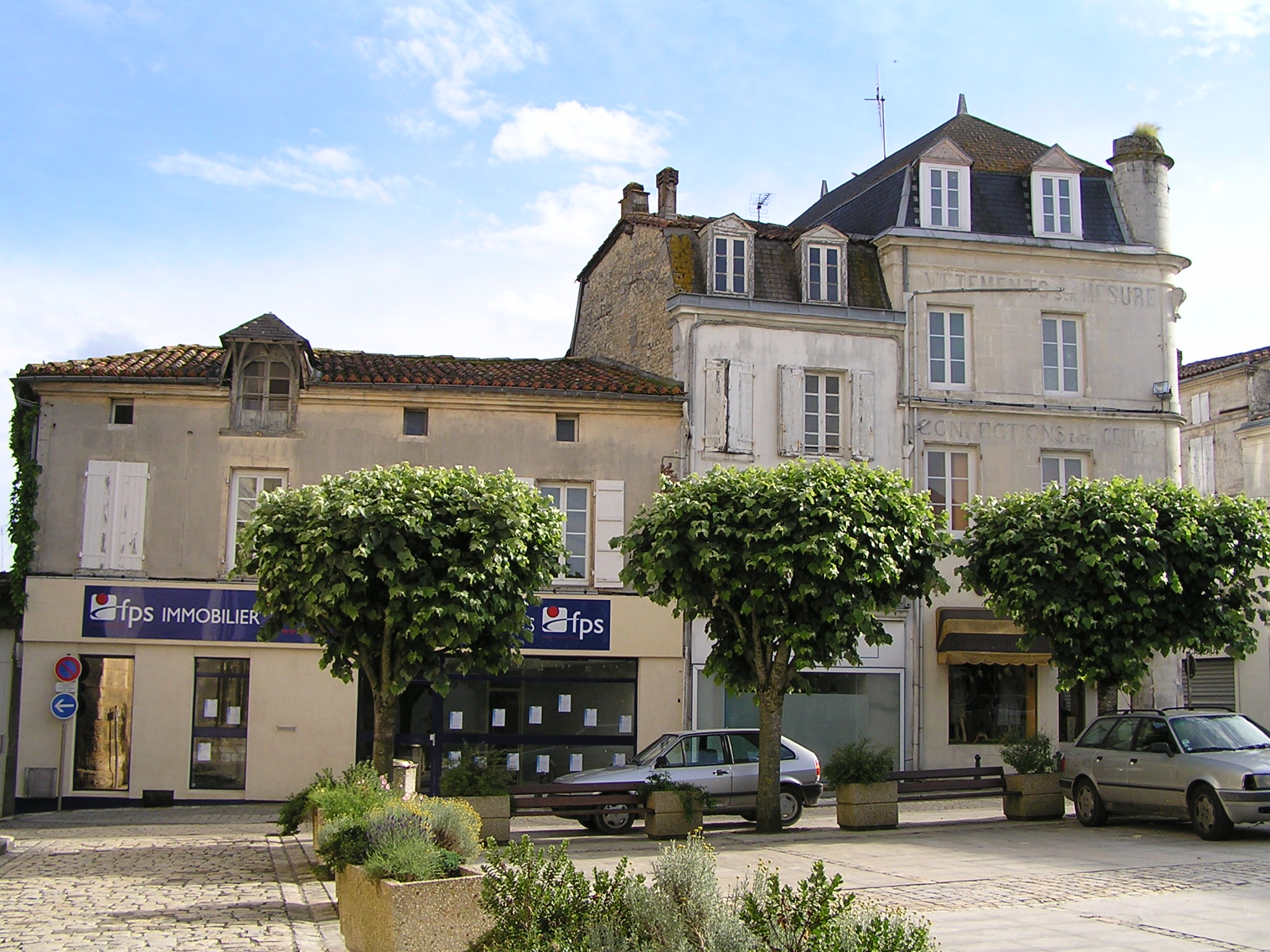
Une vue du centre de Barbezieux, cette ville était avec Ruffec une ancienne sous-préfecture jusqu'en 1926.

Une importante modification de la géographie administrative de la Charente s'est poursuivie dans le courant du XXe siècle où de grands changements ont eu lieu.
Tout d'abord, en 1926, à la suite de l'arrêt Poincaré, Barbezieux et Ruffec perdirent définitivement leur fonction de sous-préfecture. Leurs arrondissements ont été respectivement rattachés à ceux de Cognac et d'Angoulême. Depuis cette date, le département est découpé en trois arrondissements mais leur superficie autant que leur population étaient fort inégales. Quant aux cantons, leur nombre demeura inchangé à 29 lors de cette réforme administrative.
Jusqu'à la fin de l'année 2007, ces trois arrondissements ne subirent aucune modification territoriale à la suite de l'arrêt Poincaré, si ce n'est le rattachement de la commune de Taponnat à l'arrondissement d'Angoulême (canton de La Rochefoucauld).
Par contre, la structure cantonale a connu de nouvelles modifications à la suite du décret du 13 juillet 1973 qui a créé quatre nouveaux cantons.

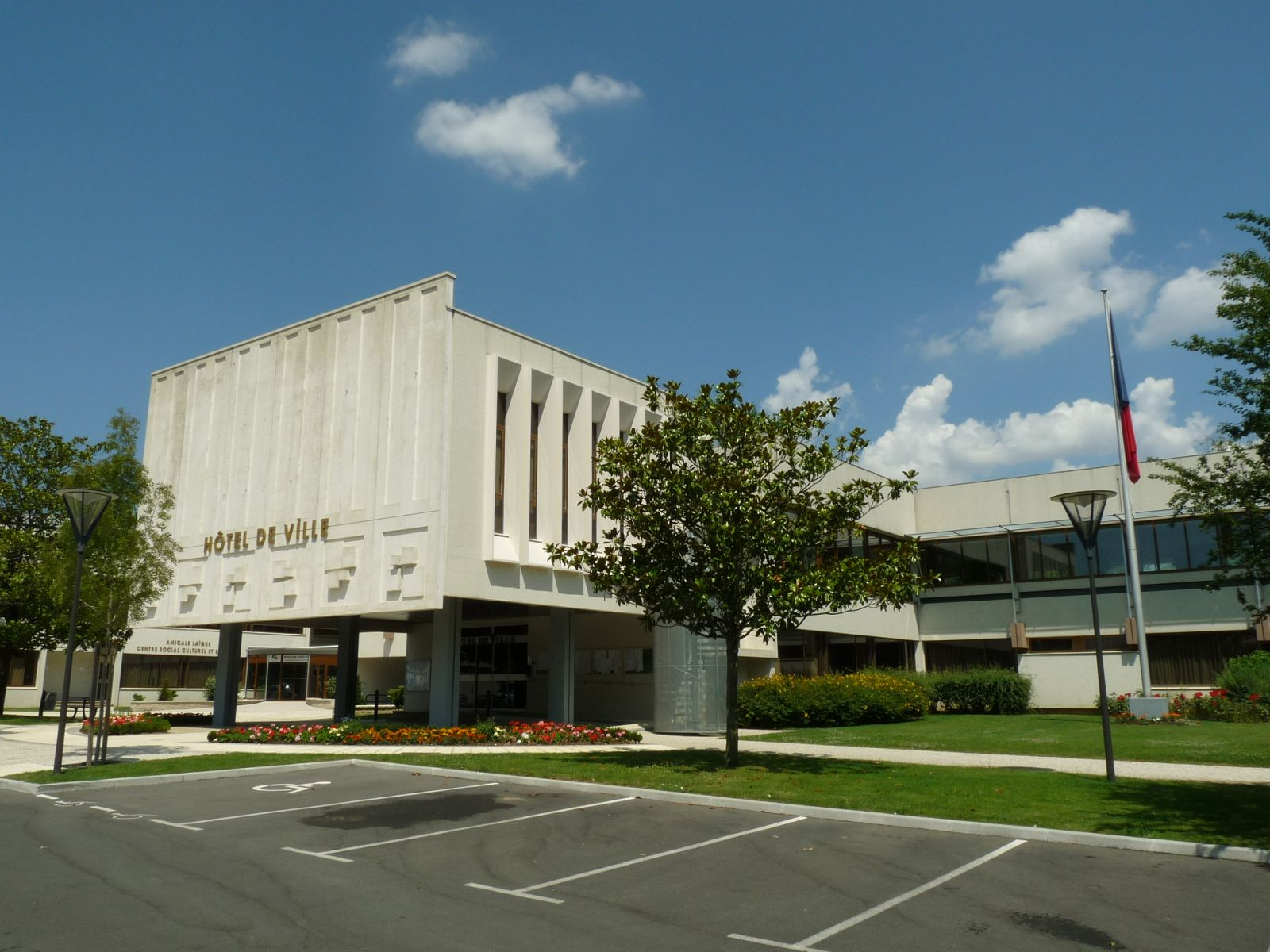
L'hôtel de ville de Gond-Pontouvre, l'un des tout derniers chefs-lieux de canton à avoir été créé en Charente.

Le département comptait 33 cantons en 1973. Le canton de Cognac fut divisé en deux cantons : Cognac-Nord et Cognac-Sud ; celui de Confolens connut le même remaniement : Confolens-Nord – par suppression du chef-lieu de canton de Saint-Germain-de-Confolens – et Confolens-Sud. L'arrondissement d'Angoulême s'enrichit de deux nouveaux cantons : La Couronne et Ruelle-sur-Touvre.
Depuis cette date, deux autres cantons ont été créés dans l'arrondissement d'Angoulême - cantons d'Angoulême-Est, Angoulême-Nord et Angoulême-Ouest et le canton de Gond-Pontouvre -, ce qui porte le nombre total de cantons dans le département à 35.
Ce remaniement fait suite à une prise en compte d'une représentation plus équilibrée des populations urbaines et rurales. Cependant, cette modification se fait davantage au profit des cantons urbains, surtout ceux de l'agglomération d'Angoulême caractérisée par une urbanisation et une croissance démographique soutenues.
La répartition cantonale était la suivante jusqu'en 2007 :
- Arrondissement d'Angoulême : 21 cantons : Aigre, Angoulême 1er canton, Angoulême 2e canton, Angoulême 3e canton, Aubeterre-sur-Dronne, Blanzac-Porcheresse, Chalais, Hiersac, La Couronne, Gond-Pontouvre, Mansle, Montbron, Montmoreau-Saint-Cybard, La Rochefoucauld, Rouillac, Ruelle-sur-Touvre, Ruffec, Saint-Amant-de-Boixe, Soyaux, Villebois-Lavalette et Villefagnan.
- Arrondissement de Cognac : 8 cantons : Baignes-Sainte-Radegonde, Barbezieux-Saint-Hilaire, Brossac, Châteauneuf-sur-Charente, Cognac-Nord, Cognac-Sud, Jarnac et Segonzac.
- Arrondissement de Confolens : 6 cantons : Chabanais, Champagne-Mouton, Confolens-Nord, Confolens-Sud, Montembœuf et Saint-Claud.

Avant l'application de la loi de juillet 1971 qui encourageait les regroupements communaux, le département en dénombrait 425. Jusqu'en 1974, la Charente compte alors 405 communes.
La superficie du département est depuis sa création de 5 956 km2, ce qui en fait l'un des moins étendus de la région Nouvelle-Aquitaine et le 49e du territoire métropolitain.
La superficie des trois arrondissements était la suivante jusqu'en 2007 :
- Arrondissement d'Angoulême : 3 320 km2
- Arrondissement de Cognac : 1 240 km2
- Arrondissement de Confolens : 1 396 km2

### Le nouveau découpage administratif de 2008
.

Arrondissements et cantons de la Charente après la réforme de 2008

Le 1er janvier 2008, un nouveau découpage administratif a été appliqué dans le département ainsi qu'une nouvelle organisation des groupements intercommunaux en Poitou-Charentes. Ces modifications sont essentiellement intervenues dans le département de la Charente.
Tout d'abord, une réorganisation des arrondissements s'est mise en place en vue de rééquilibrer la démographie du département. Ainsi l'arrondissement d'Angoulême perd 5 cantons qui sont rattachés soit à l'arrondissement de Cognac qui intègre le canton de Rouillac, soit à l'arrondissement de Confolens qui gagne quatre cantons, ceux d'Aigre, de Mansle, de Ruffec et de Villefagnan.

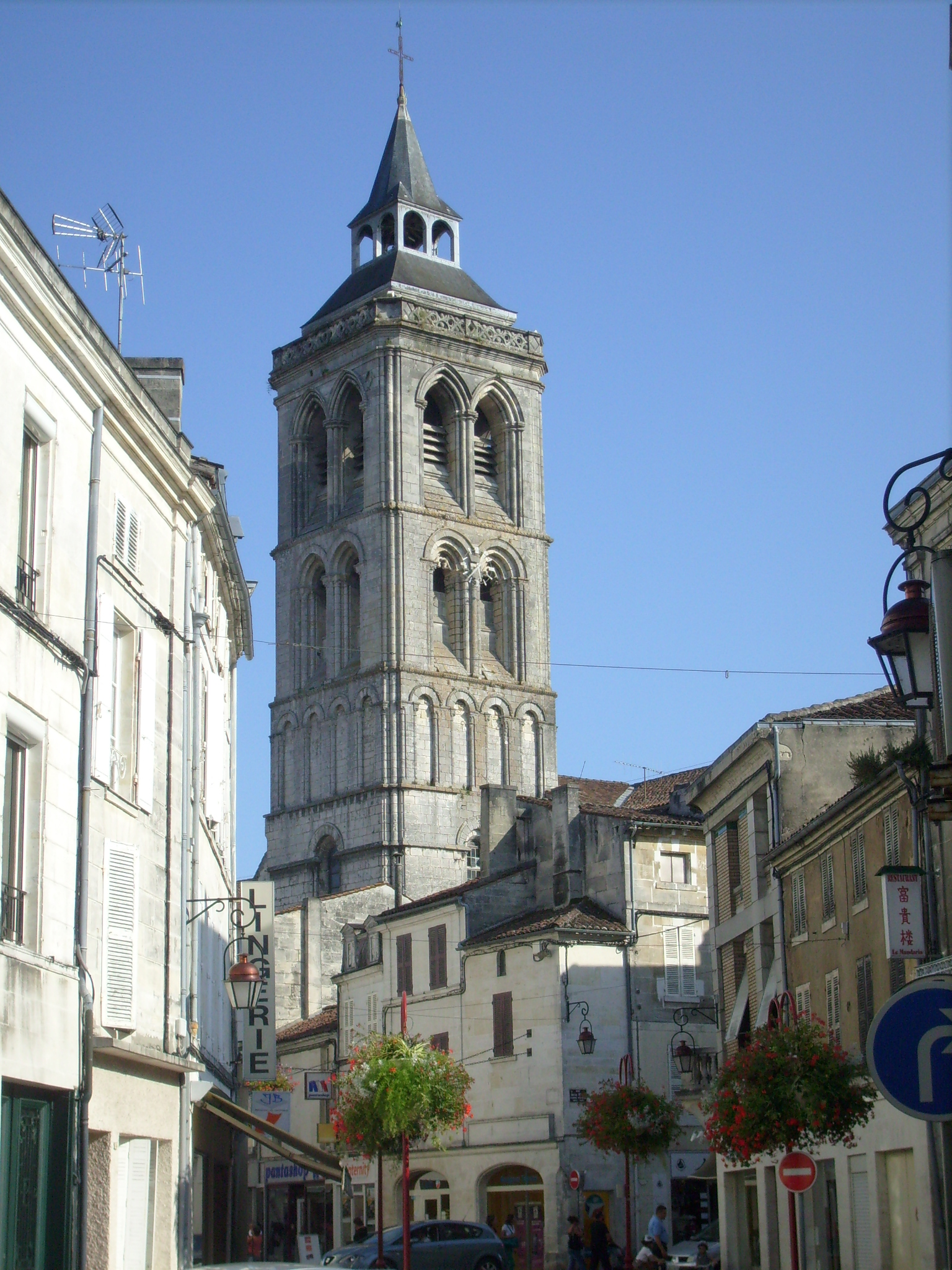
L'Église Saint-Léger de Cognac, la ville est sous-préfecture de la Charente.

La superficie des trois arrondissements est la suivante depuis le 1er janvier 2008 :
- Arrondissement d'Angoulême : 2 217 km2
- Arrondissement de Cognac : 1 471 km2
- Arrondissement de Confolens : 2 268 km2

Cependant, le nombre de cantons dans le département est demeuré inchangé à 35, seule leur répartition à l'intérieur des trois arrondissements a été modifiée.
- Arrondissement d'Angoulême : 16 cantons et 153 communes
- Arrondissement de Cognac : 9 cantons et 112 communes
- Arrondissement de Confolens : 10 cantons et 139 communes.

Le département compte actuellement 404 communes, la dernière fusion de commune ayant eu lieu en 1997.

## L'intercommunalité en Charente
Le département de la Charente est actuellement structuré en plusieurs formes d'intercommunalités dont une communauté d'agglomération, celle du Grand Angoulême, 25 communautés de communes et six pays.

### La Communauté d’agglomération du Grand Angoulême ou COMAGA
Une communauté d'agglomération est organisée autour d'Angoulême, la préfecture du département et la principale ville de la Charente depuis le 1er janvier 2000 après avoir été gérée en district.
La communauté d'agglomération du Grand Angoulême, dénommée également la COMAGA, rassemble 15 communes sur près 170 km2, soit à peine 3 % de la surface totale du département. Avec une population de 104 638 habitants au recensement de 2007, elle est de loin la plus importante intercommunalité en Charente rassemblant presque le tiers de la population départementale (29,9 % en 2007).
- La COMAGA et les communautés d'agglomération de Poitou-Charentes en 2007 :

(Source : Recensement de 2007 - population municipale INSEE)
| Communauté d'agglomération                    | 2007         | Nombre de communes |
| --------------------------------------------- | ------------ | ------------------ |
| communauté d'agglomération de La Rochelle     | 146 362 hab. | 18                 |
| Grand Poitiers                                | 135 106 hab. | 12                 |
| communauté d'agglomération du Grand Angoulême | 104 638 hab. | 15                 |
| communauté d'agglomération de Niort           | 101 865 hab. | 29                 |

### Les 25 communautés de communes
La loi du 6 février 1992, relative à l’administration territoriale de la République a créé une nouvelle forme d’intercommunalité à fiscalité propre : les communautés de communes.
Cette nouvelle entité administrative est orientée vers le développement local dans les deux compétences obligatoires que sont l’aménagement de l’espace et le développement économique et touristique.
Le département compte 25 communautés de communes qui sont des regroupements communaux recouvrant pour l’essentiel les cantons et succédant pour la plupart à des SIVOM ou à des districts.
Ces intercommunalités regroupent 366 communes rassemblant 234 860 habitants en 2007 soit 67,2 % de la population départementale (contre 53,5 % en Charente-Maritime).
La communauté de communes de Cognac qui rassemble 14 communes, comprenant toutes les communes formant les deux cantons de Cognac, est la première communauté de communes du département par sa population rassemblant 35 073 habitants au recensement de 2007, soit 1 habitant sur 10 en Charente. En termes d’intercommunalités en Charente, elle se situe immédiatement après la communauté d'agglomération du Grand Angoulême.
Une autre communauté de communes compte plus de 20 000 habitants en 2007, il s'agit de la communauté de communes de Haute-Charente qui rassemble 23 533 habitants répartis sur 35 communes.
Cinq communautés de communes ont une population comprise entre 10 000 et moins de 20 000 habitants, dont celle de Jarnac qui la place au quatrième rang départemental après celle des 3B - Sud-Charente dont le centre principal est Barbezieux-Saint-Hilaire.
À l’opposé, sept communautés de communes ont moins de 5 000 habitants, et celle du Pays d’Aubeterre compte moins de 2 000 habitants, c’est la moins peuplée de tout le département.
Une fusion de deux communautés de communes a eu lieu, savoir celle du Seuil Charente-Périgord et celle du Val de Tardoire (sauf la commune de Rancogne qui rejoint la CC Bandiat-Tardoire) réunies pour former la communauté de communes Seuil Charente-Périgord.
Cette fusion de communautés de communes en Pays d'Horte et Tardoire porte à 91 le nombre d'intercommunalités à fiscalité propre en Poitou-Charentes et avec les sept communautés d'agglomération, ce chiffre monte à 98 dans l'ex-région.
Par contre, 23 communes sur les 404 qui composent le département de la Charente n'adhèrent à aucune intercommunalité (communauté de communes ou communauté d'agglomération).
- Liste des 25 communautés de communes selon leur rang démographique en 2007

| Rang | Communauté de communes  | 2007        | Nombre de communes |
| ---- | ----------------------- | ----------- | ------------------ |
| 1    | Cognac                  | 35 073 hab. | 14                 |
| 2    | Haute-Charente          | 23 533 hab. | 35                 |
| 3    | 3B - Sud-Charente       | 16 191 hab. | 37                 |
| 4    | Jarnac                  | 15 530 hab. | 18                 |
| 5    | Bandiat-Tardoire        | 14 115 hab. | 14                 |
| 6    | Braconne et Charente    | 13 439 hab. | 7                  |
| 7    | Confolentais            | 12 913 hab. | 26                 |
| 8    | Charente-Boëme-Charraud | 9 612 hab.  | 5                  |
| 9    | Rouillacais             | 9 373 hab.  | 20                 |
| 10   | Grande Champagne        | 9 211 hab.  | 12                 |
| 11   | Châteauneuf             | 8 724 hab.  | 13                 |
| 12   | Pays Manslois           | 8 216 hab.  | 24                 |
| 13   | Vallée de l'Échelle     | 7 752 hab.  | 7                  |
| 14   | Sud-Charente            | 6 828 hab.  | 8                  |
| 15   | Seuil Charente-Périgord | 7 259 hab.  | 15                 |
| 16   | Ruffec                  | 6 664 hab.  | 8                  |
| 17   | Boixe                   | 5 725 hab.  | 11                 |
| 18   | Blanzacais              | 5 015 hab.  | 13                 |
| 19   | Aigre                   | 4 819 hab.  | 15                 |
| 20   | Montmorélien            | 4 721 hab.  | 14                 |
| 21   | Horte et Lavalette      | 4 715 hab.  | 14                 |
| 22   | Pays de Chalais         | 3 907 hab.  | 11                 |
| 23   | Trois Vallées           | 3 326 hab.  | 9                  |
| 24   | Villefagnan             | 3 284 hab.  | 16                 |
| 25   | Pays d’Aubeterre        | 1 974 hab.  | 9                  |

### Les 6 «Pays» de la Charente
Enfin, six « Pays » structurent l’espace départemental, en dehors de la COMAGA. Ils découlent de la loi Voynet de 1995.
Définition
Le « Pays » est un territoire de projet caractérisé par une "cohésion géographique, économique, culturelle ou sociale".
Les six « Pays », mis en place par le Conseil Général de la Charente, sont des structures dont la vocation initiale est le développement local fondé sur le développement économique (accueil de nouvelles entreprises) ou l'aménagement du territoire (valorisation du patrimoine urbain ou rural) ou encore la promotion touristique.
À l'échelle de « Pays », le regroupement des communes en Communautés de Communes permet l'obtention de fonds départementaux, régionaux, nationaux et européens. Le « Pays » apporte aux communes les moyens nécessaires à la mise en place de véritables projets de développement locaux.
Les « Pays » ainsi que la COMAGA couvrent à peu près l'ensemble du département qui est recouvert par 98,8 % des communes adhérentes à une intercommunalité alors que la totalité des communes appartiennent à un pays dans le département voisin de la Charente-Maritime.
Les structures de Pays
Créé à l'initiative de communes et/ou de leurs groupements, il fédère les acteurs du territoire (communes, groupements de communes, organismes socio-professionnels, entreprises, associations....) autour d'un projet commun de développement exprimé dans une charte. Il s'appuie sur un conseil de développement (organe consultatif) et peut contractualiser avec l'État et la Région.
Au fil des évolutions législatives, les pays ont engagé différentes démarches de reconnaissance : constatation au titre de la loi du 4 février 1995 (LOADT, Loi d'Orientation et d'Aménagement du Territoire, dite loi Pasqua); reconnaissance en périmètre d'étude au titre de loi du 25 juin 1999 (LOADDT, Loi d'Orientation et d'Aménagement Durable du Territoire, dite loi Voynet); reconnaissance en périmètre définitif au titre de la loi du 2 juillet 2003 (loi Urbanisme et Habitat), dernière loi sur les pays.
Les six "Pays" de la Charente
Six périmètres de pays ont été définis au titre de la loi d'orientation pour l'aménagement et le développement du territoire du 4 février 1995 (modifiée par la LOADDT du 25 juin 1999) et par la loi " urbanisme et habitat " du 2 juillet 2003.
- Classement des six « Pays » de la Charente ainsi que la COMAGA selon leur population par ordre décroissant :

(recensement de 2007 - Population municipale - source : INSEE)
| Pays                               | superficie | population   | densité     | siège administratif |
| ---------------------------------- | ---------- | ------------ | ----------- | ------------------- |
| Grand Angoulême                    | 170 km2    | 104 638 hab. | 636 hab/km2 | Angoulême           |
| Pays Ouest-Charente Pays du cognac | 1 042 km2  | 79 338 hab.  | 76 hab/km2  | Cognac              |
| Pays de Charente limousine         | 1 435 km2  | 36 931 hab.  | 26 hab/km2  | Confolens           |
| Pays du Ruffécois                  | 983 km2    | 35 387 hab.  | 36 hab/km2  | Ruffec              |
| Pays Sud Charente                  | 1 186 km2  | 34 466 hab.  | 29 hab/km2  | Chalais             |
| Pays d'Horte et Tardoire           | 858 km2    | 33 610 hab.  | 39 hab/km2  | Montbron            |
| Pays d'Entre Touvre et Charente    | 183 km2    | 15 553 hab.  | 85 hab/km2  | Balzac              |

### Articles
- Département de la Charente
- Arrondissements de la Charente
- cantons de la Charente
- Communes de la Charente
- Intercommunalités de la Charente